# 名人战 (日本围棋)
名人战（日语：名人戦），為日本七大围棋赛之一，1961年開始由讀賣新聞社舉辦，1976年起改由朝日新闻社主辦；後來為了區別，將過去由讀賣新聞社主辦時期的比賽稱為「舊名人戰」。
1988年起，日本棋院亦開始舉辦女流名人戰。
在每年名人戰，最終之獲勝者可獲得「名人」頭銜。連續五年獲得名人頭銜者，或是生涯累計獲得十次以上名人頭銜者，可在退休後或年滿六十歲之後使用「名譽名人」頭銜；目前獲得此頭銜者有小林光一和趙治勳。

## 历史
1578年本因坊算砂和織田信長對弈後，織田信長感嘆「真是名人呀」；「名人」一詞也從形容詞變成特定意義的名詞，代表著至高無上的棋力象徵。從安土桃山時代到昭和初期，三百多年中，名人一直是唯一的九段。直到日本棋院成立、大手合（即升段赛）举办、最后一位终身制名人本因坊秀哉引退之后，「名人」與「九段」这两个称号的含义才开始有所区别。

### 名人战的创设
1936年，本因坊秀哉將「本因坊」頭銜交由本因坊戰繼承；1938年，秀哉名人引退，此后象徵日本圍棋界第一人之「名人」頭銜如何傳承就成了问题。日本將棋界從1935年起開始舉辦同名的名人戰為將棋界帶來了高人氣，因此日本圍棋界亦開始想要舉辦名人戰。日本棋院在1949年制定了「日本棋院圍棋規約」的「名人規定」，但因為當時被認為是圍棋界第一人的吳清源無法出賽，因而未能舉辦名人戰。
之後經歷十年的爭議，名人戰一直未能順利開辦。這段期間，日本棋院舉辦了各項比賽來產生象徵日本圍棋界第一人的比賽，包括：
- 1950年至1961年期間，由朝日新聞社和日本棋院主辦的「最高位決定戰」。
- 1958年至1961年期間，由讀賣新聞社和日本棋院主辦的「日本最強決定戰（日语：日本最強決定戦）」。

1960年朝日新聞社再次提案舉辦比賽，但因為讀賣新聞社提出更高的贊助費用，最終決定由讀賣新聞社舉辦名人戰，因此自1961年起，將原本的「日本最強決定戰」改為名人戰。而由朝日新聞社主辦的「最高位決定戰」同年改為「職業十傑戰」。
第一期（旧）名人战的过程颇富戏剧性。因为是第一期，所以靠13人下单循环来决出冠军，从第二期开始再改为挑战制。这与作为名人战前身的最强战的双循环不同。双循环可以用不贴目的规则，单循环就要用贴目规则。此回棋战是规定黑先贴5目，和棋白胜，但和棋胜与有目胜或中押胜相比要减值。结果下完11轮之后，积分领先的三人中，藤泽秀行9胜2败，吴清源、坂田荣男皆为8胜3败。最后一轮对阵形势为吴对坂田，藤泽对桥本昌二。两盘棋在两个赛场同时进行。此轮藤泽若胜，那么当然就会成为冠军，但藤泽却脆败。输了棋的藤泽一想到还要跟吴和坂田这两位强手中的胜者进行同分决战，心里不免烦乱，就喝酒去了。吴对坂田这一局，一直是坂田的黑棋占压倒优势。这局比赛的裁判长，吴的师傅瀨越宪作看看白棋取胜无望，叹道：“吴清源到底没能成为名人。”然而进入官子阶段，坂田却如鬼使神差般频频失误，最后不多不少，弈成和棋。当时在场的人并不知道另一边的藤泽输了棋，但藤泽的输赢此时已不重要，因为吴虽然也是9胜3败，但其中一盘是和棋胜，成绩不能与藤泽并列。于是记者去寻藤泽，准备向新加冕的名人道贺，可是谁也不晓得藤泽去了哪里。直至深夜众人才在酒馆里找到已经烂醉的藤泽，费了很久才解释清楚发生了什么事情，其醉眼朦胧的照片发表在翌日的报纸上。全部78局当中唯一一局和棋出现在最后，对于藤泽秀行来说，这是一齣完美无缺的名人诞生剧。

### 霸者的更替
在名人战举办之初，最被看好的自然是吴清源。但吴在名人战期间遭遇了车祸，头部受伤，导致接下来的对局受到影响，以最小差距未能登顶。第二期名人战循环赛期间吴更曾一度因车祸后遗症发作导致精神失常。1965年，吴在第四期名人战循环圈中名落孙山，此后慢慢淡出棋坛。但吴清源门下的林海峰却在第四期循环圈中位列第一，取得了向在位名人坂田荣男挑战的资格。当年坂田45岁，林海峰23岁，日本棋界素有“四十岁得天下”的谚语，坂田在赛前放出话来“二十岁的名人绝不会有”。然而结果是坂田以2:4输给了林。这次挑战赛是划时代的一战，此后日本棋坛进入长达三十多年的超一流棋手时代。

### 新名人战
1975年，讀賣新聞社與日本棋院對於贊助費用等問題雙方發生糾紛。当时的一个重要事件是天元战的创办（其前身是日本棋院选手权战），冠军奖金高达500万日圆，而名人战的冠军奖金为300万。朝日新聞趁機取得了日本棋院名人戰的贊助權開始主辦名人戰，1976年起將原本的「職業十傑戰」改為新的「名人戰」。讀賣新聞社为此与日本棋院交涉，最后达成妥协，读卖新闻同意由朝日新闻举办名人战，但届数从头开始计数（在位名人大竹英雄的地位则不动，接受第一期新名人战决出的挑战者的挑战）；读卖新闻则在同年另行推出了獎金更高的棋圣战。至此，日本围棋“大三冠”——棋圣、名人、本因坊——全部出台，之后一直是日本规模最大、奖金最高的三大棋战。
就頭銜名稱上，現在的「名人戰」是接續過去讀賣新聞社主辦的「舊名人戰」；但以賽事歷史來看，現今的「名人戰」其實接續的是1964年至1975年期間的「職業十傑戰」，而「棋聖戰」才是接續「舊名人戰」的比賽。

## 赛制
- 預選
  - 預選BC：所有日本棋士（約500人）通過二階段賽事（C->B）爭奪約36個名額，進入預選A。
  - 預選A：約60名棋手參加，爭取約17個名額以進入最終預選。
  - 最終預選：約30名棋手爭奪三個名額，進入本賽循環賽。
- 本戰：預選產生之三名棋士，與上屆本戰前六名棋士共九人，進行九人循环赛產生挑戰者。
- 決賽：每場比賽分兩日進行，以七戰四勝賽制決定名人頭銜擁有者。

## 歷屆挑战手合

### 舊名人戰
| 屆                                                                                     | 年度   | 優勝     | 段位           | 說明               | 說明               |
| -------------------------------------------------------------------------------------- | ------ | -------- | -------------- | ------------------ | ------------------ |
| 1                                                                                      | 1962年 | 藤澤秀行 | 八段           | 13人之循環戰之優勝 | 13人之循環戰之優勝 |
|                                                                                        |        |          |                |                    |                    |
| 屆                                                                                     | 年度   | 名人     | 勝敗           | 挑戰者             | 段位               |
| 2                                                                                      | 1963年 | 藤澤秀行 | ⚫⚫⚪⚪⚪⚫⚫ | 坂田榮男           | 本因坊             |
| 3                                                                                      | 1964年 | 坂田榮男 | ⚪⚫⚪⚪⚪     | 藤澤秀行           | 九段               |
| 4                                                                                      | 1965年 | 坂田榮男 | ⚪⚫⚫⚫⚪⚫   | 林海峰             | 八段               |
| 5                                                                                      | 1966年 | 林海峰   | ⚪⚪⚫⚪⚪     | 坂田榮男           | 二冠               |
| 6                                                                                      | 1967年 | 林海峰   | ⚪⚪⚪⚫⚪     | 坂田榮男           | 三冠               |
| 7                                                                                      | 1968年 | 林海峰   | ⚫⚪⚫⚫⚫     | 高川格             | 九段               |
| 8                                                                                      | 1969年 | 高川格   | ⚫⚪⚪⚫⚫⚫   | 林海峰             | 本因坊             |
| 9                                                                                      | 1970年 | 林海峰   | ⚫⚪⚪⚫⚫⚫   | 藤澤秀行           | 王座               |
| 10                                                                                     | 1971年 | 藤澤秀行 | ⚫⚫⚪⚪⚫⚫   | 林海峰             | 九段               |
| 11                                                                                     | 1972年 | 林海峰   | ⚫⚪⚪⚪⚫⚪   | 藤澤秀行           | 九段               |
| 12                                                                                     | 1973年 | 林海峰   | ⚫⚫⚫⚪⚪⚪⚪ | 石田芳夫           | 本因坊             |
| 13                                                                                     | 1974年 | 林海峰   | ⚫⚪⚪⚫⚫⚪⚫ | 石田芳夫           | 本因坊             |
| 14                                                                                     | 1975年 | 石田芳夫 | ⚫⚪⚪⚫⚪⚫⚫ | 大竹英雄           | 九段               |
| 備註： 1. 紅底者為取得頭銜者 2. ⚪為衛冕者取勝、⚫為挑戰者取勝 3. 段數為參賽當時之段數 |        |          |                |                    |                    |

### 名人戰
| 屆 | 年度   | 在位名人 | 勝敗           | 挑戰者   | 挑战者段位 或最高头衔 |
| -- | ------ | -------- | -------------- | -------- | --------------------- |
| 1  | 1976年 | 大竹英雄 | ⚪⚪⚪⚫⚪     | 石田芳夫 | 九段                  |
| 2  | 1977年 | 大竹英雄 | ⚫⚫⚫⚫       | 林海峰   | 九段                  |
| 3  | 1978年 | 林海峰   | ⚪⚫⚫⚫⚪⚫   | 大竹英雄 | 碁聖                  |
| 4  | 1979年 | 大竹英雄 | ⚪⚪⚫⚪⚪     | 坂田榮男 | 九段                  |
| 5  | 1980年 | 大竹英雄 | ⚫⚫⚪❌⚫⚫   | 趙治勳   | 八段                  |
| 6  | 1981年 | 趙治勳   | ⚪⚪⚪⚪       | 加藤正夫 | 天元                  |
| 7  | 1982年 | 趙治勳   | ⚪⚪⚪⚫⚪     | 大竹英雄 | 碁聖                  |
| 8  | 1983年 | 趙治勳   | ⚪⚪⚫⚪⚪     | 大竹英雄 | 碁聖                  |
| 9  | 1984年 | 趙治勳   | ⚫⚫⚫⚪⚪⚪⚪ | 大竹英雄 | 碁聖                  |
| 10 | 1985年 | 趙治勳   | ⚫⚪⚫⚫⚪⚪⚫ | 小林光一 | 十段                  |
| 11 | 1986年 | 小林光一 | ⚫⚫⚫⚫       | 加藤正夫 | 王座                  |
| 12 | 1987年 | 加藤正夫 | ⚪⚪⚪⚪       | 林海峰   | 九段                  |
| 13 | 1988年 | 加藤正夫 | ⚪⚫⚫⚫⚫     | 小林光一 | 棋聖                  |
| 14 | 1989年 | 小林光一 | ⚫⚪⚪⚪⚪     | 淡路修三 | 九段                  |
| 15 | 1990年 | 小林光一 | ⚪⚫⚫⚪⚪⚪   | 大竹英雄 | 九段                  |
| 16 | 1991年 | 小林光一 | ⚪⚫⚪⚪⚪     | 林海峰   | 天元                  |
| 17 | 1992年 | 小林光一 | ⚪⚫⚪⚫⚪⚫⚪ | 大竹英雄 | 九段                  |
| 18 | 1993年 | 小林光一 | ⚪⚪⚫⚪⚪     | 大竹英雄 | 九段                  |
| 19 | 1994年 | 小林光一 | ⚪⚪⚪⚪       | 林海峰   | 天元                  |
| 20 | 1995年 | 小林光一 | ⚫⚫⚫⚪⚫     | 武宮正樹 | 九段                  |
| 21 | 1996年 | 武宮正樹 | ⚫⚪⚫⚫⚪⚫   | 趙治勳   | 九段                  |
| 22 | 1997年 | 趙治勳   | ⚫⚪⚫⚪⚪⚪   | 小林光一 | 九段                  |
| 23 | 1998年 | 趙治勳   | ⚫⚪⚪❌⚫⚪⚪ | 王立誠   | 九段                  |
| 24 | 1999年 | 趙治勳   | ⚪⚪⚫⚪⚪     | 依田紀基 | 九段                  |
| 25 | 2000年 | 趙治勳   | ⚫⚫⚫⚫       | 依田紀基 | 九段                  |

| 屆                                                                                                 | 年度   | 在位名人 | 勝敗           | 挑戰者   | 挑战者段位 或最高头衔 |
| -------------------------------------------------------------------------------------------------- | ------ | -------- | -------------- | -------- | --------------------- |
| 26                                                                                                 | 2001年 | 依田紀基 | ⚪⚪⚫⚫⚪⚪   | 林海峰   | 九段                  |
| 27                                                                                                 | 2002年 | 依田紀基 | ⚪⚪⚫⚪⚪     | 趙治勳   | 王座                  |
| 28                                                                                                 | 2003年 | 依田紀基 | ⚪⚪⚫⚪⚪     | 山下敬吾 | 棋聖                  |
| 29                                                                                                 | 2004年 | 依田紀基 | ⚪⚫⚪⚫⚫⚫   | 張栩     | 本因坊                |
| 30                                                                                                 | 2005年 | 張栩     | ⚪⚪⚪⚫⚫⚫⚪ | 小林覺   | 九段                  |
| 31                                                                                                 | 2006年 | 張栩     | ⚫⚫⚪⚫⚪⚫   | 高尾紳路 | 本因坊                |
| 32                                                                                                 | 2007年 | 高尾紳路 | ⚪⚫⚫⚫⚪⚪⚫ | 張栩     | 碁聖                  |
| 33                                                                                                 | 2008年 | 張栩     | ⚫⚫⚪⚪⚪⚫⚪ | 井山裕太 | 八段                  |
| 34                                                                                                 | 2009年 | 张栩     | ⚪⚫⚫⚫⚫     | 井山裕太 | 九段                  |
| 35                                                                                                 | 2010年 | 井山裕太 | ⚪⚪⚪⚪       | 高尾紳路 | 九段                  |
| 36                                                                                                 | 2011年 | 井山裕太 | ⚫⚪⚫⚫⚪⚫   | 山下敬吾 | 本因坊                |
| 37                                                                                                 | 2012年 | 山下敬吾 | ⚪⚫⚫⚪⚪⚫⚪ | 羽根直樹 | 九段                  |
| 38                                                                                                 | 2013年 | 山下敬吾 | ⚪⚫⚫⚫⚫     | 井山裕太 | 棋聖                  |
| 39                                                                                                 | 2014年 | 井山裕太 | ⚪⚫⚫⚪⚪⚪   | 河野臨   | 九段                  |
| 40                                                                                                 | 2015年 | 井山裕太 | ⚪⚪⚪⚪       | 高尾紳路 | 天元                  |
| 41                                                                                                 | 2016年 | 井山裕太 | ⚫⚫⚫⚪⚪⚪⚫ | 高尾紳路 | 九段                  |
| 42                                                                                                 | 2017年 | 高尾紳路 | ⚪⚫⚫⚫⚫     | 井山裕太 | 棋聖                  |
| 43                                                                                                 | 2018年 | 井山裕太 | ⚪⚪⚫⚪⚫⚫⚫ | 張栩     | 九段                  |
| 44                                                                                                 | 2019年 | 張栩     | ⚪⚫⚫⚫⚫     | 芝野虎丸 | 八段                  |
| 45                                                                                                 | 2020年 | 芝野虎丸 | ⚫⚫⚪⚫⚫     | 井山裕太 | 棋聖                  |
| 46                                                                                                 | 2021年 | 井山裕太 | ⚪⚫⚫⚪⚫⚪⚪ | 一力遼   | 天元                  |
| 47                                                                                                 | 2022年 | 井山裕太 | ⚪⚫⚫⚫⚪⚪⚫ | 芝野虎丸 | 九段                  |
| 48                                                                                                 | 2023年 | 芝野虎丸 | ⚪⚪⚪⚫⚫⚪   | 井山裕太 | 王座                  |
| 49                                                                                                 | 2024年 | 芝野虎丸 | ⚫⚫⚪⚫⚪⚫   | 一力遼   | 棋聖                  |
| 備註： 1. 紅底者為取得頭銜者 2. ⚪為衛冕者取勝、⚫為挑戰者取勝、❌為無勝負 3. 段數為參賽當時之段數 |        |          |                |          |                       |

## 名譽名人
名譽名人為名人戰五連霸或通算獲得十次者可在退休後或年滿六十歲永久獲得的稱號。
- 趙治勳（1984年獲得，2016年使用）
- 小林光一（1991年獲得，2012年使用）

## 紀錄
- 連續獲得頭銜最久：小林光一（七屆）
- 累積獲得最多次頭銜：趙治勳（9次）、林海峰、小林光一（8次）
- 連續進入本戰最久：林海峰（連續35屆、累積39次，包含獲得頭銜之8次）
- 最年輕獲得名人頭銜：芝野虎丸（19歲11月）
- 最年長獲得名人頭銜：高川格（53歳）
- 最年長之挑戦者：坂田榮男和林海峰（59歳）